# 浅川薫
浅川 薫（あさかわ かおる、1967年 - ）は、元子役・女優である。

## 出演作品
- スパイダーマン 第28話「駅前横町の少年探偵団」12CH） - 山本和子　役
- バトルフィーバーJ 第21話「恐竜半島へ突撃!!」・第22話「女スパイ団の逆襲」（1979年、ANB） - 有島しのぶ　役
- サンキュー先生（1980年 - 1981年、ANB） - 大河内あゆみ　役
- 男!あばれはっちゃく（1980年 - 1981年、ANB） - 江藤洋子　役
- 陽あたり良好!（1982年、NTV）
- わが子よ（1982年、TBS）
- 私は負けない!～ガンと闘う少女（1983年、TBS）
- 転校少女Y（1984年、TBS）